# Reco-reco

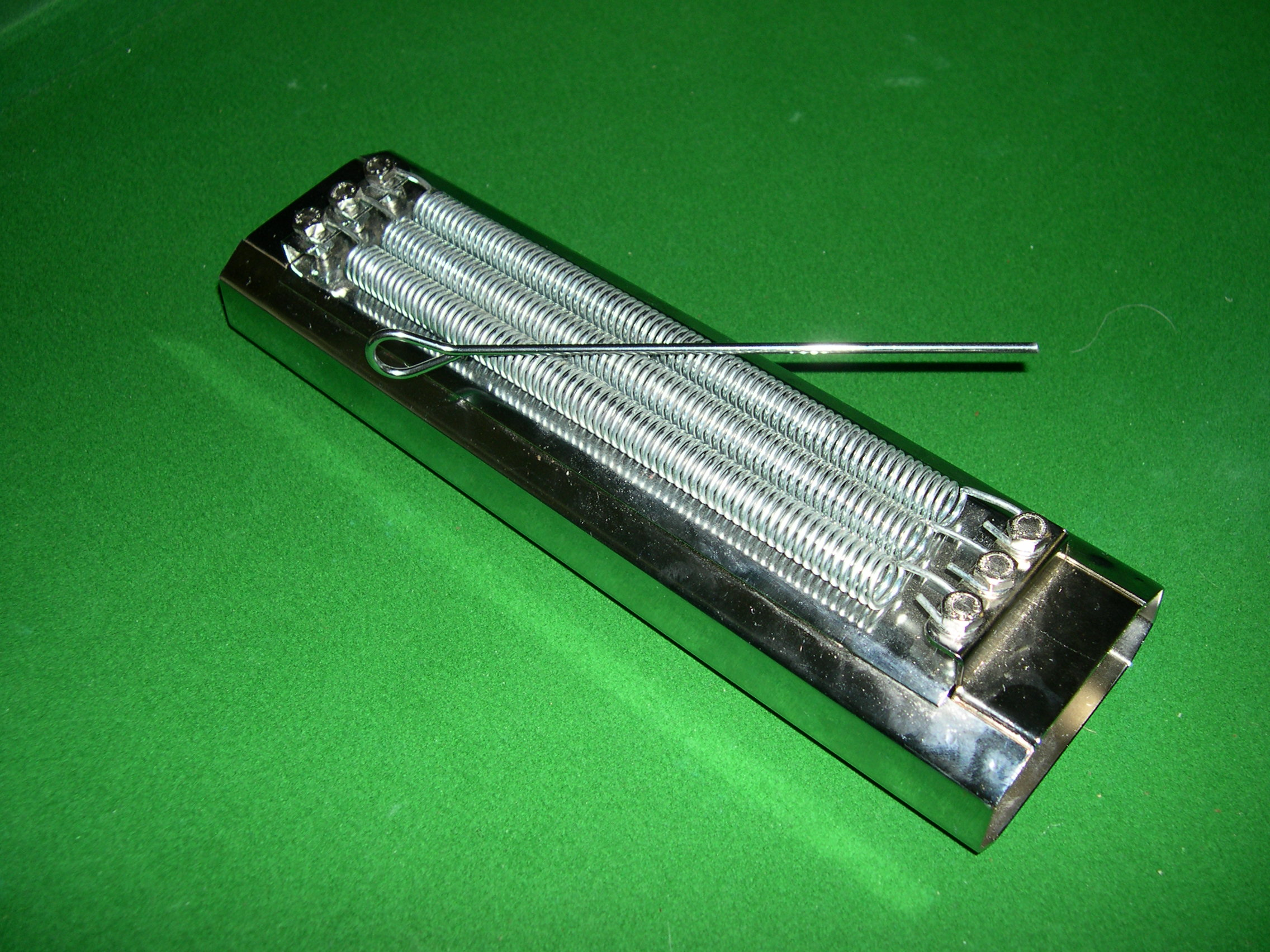
Reco-reco de metal

El reco-reco (también llamado raspador, caracaxá o querequexé) es un  raspador usado como instrumento de percusión idiófono en la música popular de Brasil. Su timbre y estilo de toque son similares a los del güiro, güira, guayo y guacharaca, todos los cuales son también raspadores latinoamericanos. 
Tradicionalmente, el reco-reco era hecho de un cuerpo cilíndrico tallado hecho de bambú o madera, y se toca con un palo de madera. El instrumento se utiliza en muchos estilos de música brasileña, por ejemplo la samba y géneros relacionados, y proviene de la cultura musical afro-brasileña.
Durante algún tiempo, los reco-recos han sido hechos de un cilindro metálico con resortes unidos y tocados con un palillo del metal, que da lugar a un sonido mucho más ruidoso. En algunos modelos, la caja de sonido tiene un agujero en la parte inferior, que se puede cubrir con la mano para lograr diferentes posibilidades de timbre. Hoy en día, reco-recos también se han hecho de fibra de vidrio.